# UFC 173
UFC 173: Barao vs. Dillashaw（ユーエフシー・ワンセブンティスリー：バラオン・バーサス・ディラショー）は、アメリカ合衆国の総合格闘技団体「UFC」の大会の一つ。2014年5月24日、ネバダ州ラスベガスのMGMグランド・ガーデン・アリーナで開催された。

## 大会概要
本大会ではヘナン・バラオンとTJ・ディラショーによるUFC世界バンタム級タイトルマッチが組まれた。
Legend FCウェルター級王者リー・ジンリャン、キャリア7戦全勝のデイヴィッド・ミシャウド、5戦全勝のアーロン・フィリップスがUFCデビュー。

### カード変更
負傷などによるカードの変更は以下の通り。
- ダニー・ミッチェル → デイヴィッド・ミシャウド（第1試合）

- チェ・ドゥホ → アーロン・フィリップス（第2試合）

- カン・ギョンホ → チコ・カムス（第5試合）

- TJ・ディラショー → フランシスコ・リベラ（第9試合）

- ハファエル・アスンソン → TJ・ディラショー（第12試合）

- ジュニオール・ドス・サントス vs. スティーペ・ミオシッチ → The Ultimate Fighter Brazil 3 Finaleに移動

- チェール・ソネン vs. ヴァンダレイ・シウバ → The Ultimate Fighter Brazil 3 Finaleに移動

- イーブス・エドワーズ vs. ピオトル・ホールマン → UFC Fight Night 42に移動

- クリス・ワイドマン vs. ビクトー・ベウフォート → ベウフォートの薬物検査失格により中止

- クリス・ワイドマン vs. リョート・マチダ → ワイドマンの負傷により中止

## 試合結果

### アーリープレリム
第1試合 ウェルター級ワンマッチ 5分3R
○  リー・ジンリャン vs.  デイヴィッド・ミシャウド ×
3R終了 判定2-1（29-28、28-29、30-27）
第2試合 フェザー級ワンマッチ 5分3R
○  サム・シシリア vs.  アーロン・フィリップス ×
3R終了 判定3-0（29-28、29-28、30-27）
第3試合 ライト級ワンマッチ 5分3R
○  ヴィンス・ピチェル vs.  アンソニー・ヌジョクアニ ×
3R終了 判定3-0（30-27、30-27、29-28）

### プレリミナリーカード
第4試合 ライト級ワンマッチ 5分3R
○  ミッチ・クラーク vs.  アル・アイアキンタ ×
2R 0:57 TKO（ダースチョーク）
第5試合 バンタム級ワンマッチ 5分3R
○  クリス・ホルズワース vs.  チコ・カムス ×
3R終了 判定3-0（30-27、30-27、30-27）
第6試合 ライト級ワンマッチ 5分3R
○  トニー・ファーガソン vs.  菊野克紀 ×
1R 4:06 KO（右ストレート）
第7試合 ライト級ワンマッチ 5分3R
○  マイケル・キエーザ vs.  フランシスコ・ドライナルド ×
3R終了 判定3-0（30-26、30-26、30-27）

### メインカード
第8試合 ライト級ワンマッチ 5分3R
○  ジェームス・クラウス vs.  ジェイミー・ヴァーナー ×
1R終了時 TKO（左足首の負傷）
第9試合 バンタム級ワンマッチ 5分3R
○  水垣偉弥 vs.  フランシスコ・リベラ ×
3R終了 判定3-0（29-28、30-27、30-27）
第10試合 ウェルター級ワンマッチ 5分3R
○  ロビー・ローラー vs.  ジェイク・エレンバーガー ×
3R 3:06 TKO（膝蹴り→パウンド）
第11試合 ライトヘビー級ワンマッチ 5分3R
○  ダニエル・コーミエ vs.  ダン・ヘンダーソン ×
3R 3:53 TKO（リアネイキドチョーク）
第12試合 UFC世界バンタム級タイトルマッチ 5分5R
○  TJ・ディラショー vs.  ヘナン・バラオン ×
5R 2:26 TKO（右フック→パウンド）
※ディラショーが王座獲得に成功。

### 各賞
ファイト・オブ・ザ・ナイト： TJ・ディラショー vs. ヘナン・バラオン
パフォーマンス・オブ・ザ・ナイト： TJ・ディラショー、ミッチ・クラーク
各選手にはボーナスとして5万ドルが支給された。